# 溪口镇 (修水县)
溪口镇，是中华人民共和国江西省九江市修水县下辖的一个乡镇级行政单位。

## 行政区划
溪口镇下辖以下地区：
溪口街社区、北岸村、下港村、义坑村、溪口村、南田村、蒲口村、田仑村、咀头村、陈坊村、包家庄村、罗家埚村、围丘村、榨下村、上庄村和下庄村。